# Elias White Mutale
Elias White Mutale (* 21. November 1929 in Cikamutumba, Nordrhodesien; † 12. Februar 1990) war ein sambischer Geistlicher und römisch-katholischer Erzbischof von Kasama.

## Leben
Elias White Mutale empfing am 6. September 1964 das Sakrament der Priesterweihe für das Bistum Kasama.
Am 3. Juli 1971 ernannte ihn Papst Paul VI. zum Bischof von Mansa. Der Erzbischof von Kasama, Clemens P. Chabukasansha, spendete ihm am 12. September desselben Jahres in der Kathedrale Assumption of Our Lady in Mansa die Bischofsweihe; Mitkonsekratoren waren der Erzbischof von Lusaka, Emmanuel Milingo, und der Bischof von Ndola, Nicola Agnozzi OFMConv.
Papst Paul VI. ernannte ihn am 17. September 1973 zum Erzbischof von Kasama. Von 1975 bis 1977 war Mutale zudem Präsident der Sambischen Bischofskonferenz. Ferner war er von 1983 bis 9. Januar 1984 zusätzlich Apostolischer Administrator von Lusaka.